# Фуенсанта
Фуенсанта (ісп. Fuensanta) — муніципалітет в Іспанії, у складі автономної спільноти Кастилія-Ла-Манча, у провінції Альбасете. Населення — 366 осіб (2010).
Муніципалітет розташований на відстані близько 180 км на південний схід від Мадрида, 49 км на північний захід від Альбасете.

## Демографія
Динаміка населення (INE ):

## Галерея зображень

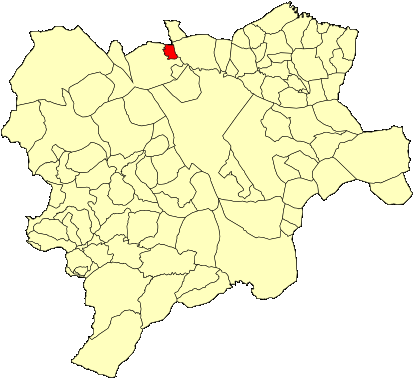
Розташування муніципалітету у провінції Альбасете